# Пюидарьё
Пюидарьё (фр. Puydarrieux, окс. Poidarrius) — коммуна во Франции, находится в регионе Юг — Пиренеи. Департамент — Верхние Пиренеи. Входит в состав кантона Три-сюр-Баиз. Округ коммуны — Тарб.
Код INSEE коммуны — 65374.

## География

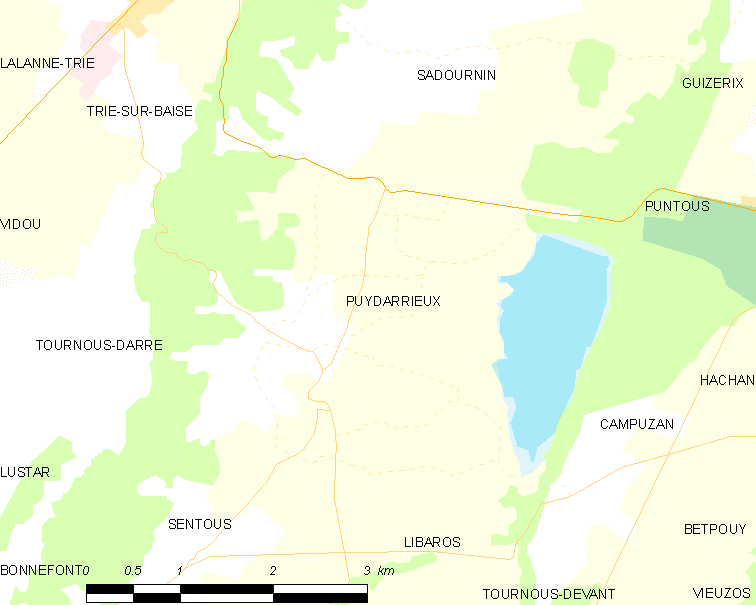
Карта коммуны

Коммуна расположена приблизительно в 640 км к югу от Парижа, в 95 км юго-западнее Тулузы, в 27 км к востоку от Тарба.
На востоке коммуны расположено озеро Пюидарьё и протекает река Баизоль, а на северо-западе протекает река Баиз.

## Климат
Климат умеренно-океанический с солнечной тёплой погодой и обильными осадками на протяжении практически всего года.

## Население
Население коммуны на 2010 год составляло 212 человек.
| 1962 | 1968 | 1975 | 1982 | 1990 | 1999 | 2010 |
| ---- | ---- | ---- | ---- | ---- | ---- | ---- |
| 311  | 285  | 257  | 254  | 248  | 264  | 212  |

## Администрация
| Период | Период | Фамилия      | Партия                  | Примечания |
| ------ | ------ | ------------ | ----------------------- | ---------- |
| 2001   | 2008   | Мишель Анго  |                         |            |
| 2008   | 2020   | Марсель Марк | Социалистическая партия |            |

## Экономика
В 2010 году среди 127 человек трудоспособного возраста (15-64 лет) 93 были экономически активными, 34 — неактивными (показатель активности — 73,2 %, в 1999 году было 72,2 %). Из 93 активных жителей работали 83 человека (48 мужчин и 35 женщин), безработных было 10 (5 мужчин и 5 женщин). Среди 34 неактивных 9 человек были учениками или студентами, 12 — пенсионерами, 13 были неактивными по другим причинам.